# بنتوليات
البُنْتُولِيَّات فصيلة حوينات بحرية من أقلام البحر، وهي عضو في الفئة الفرعية مرجانيات ثمانية في شعبة لاسعات .

## الأجناس
أشهر أجناسها هو البنتول.